# チームHII 7th Stage「頭號新聞」
チームHII 7th Stage「頭號新聞」は、SNH48チームHIIIの7th公演である

## 公演内容

### 曲目
本編
1. overture
（作曲·編曲：尾澤拓実、歌：TAZ）
全SNH48公演共通である。
2. 夜の真理
（夜之真理、作詞：甘世佳、作曲：Shaliponte、編曲：Shaliponte）
3. PUNCH LINE
（PUNCH LINE、作詞：郭德紫毅、作曲：EveningScandal、編曲：EveningScandal）
4. WHO I AM
（WHO I AM、作詞：郭德紫毅、作曲：ASPJ、編曲：ASPJ）
5. 頭號新聞
（头号新闻、作詞：郭德紫毅、作曲：ASPJ、編曲：ASPJ）
6. Super Logic
（Super Logic、作詞：郭德紫毅、作曲：Shimizu Yuta、編曲：O.G.A）
7. CHACHACHA
（CHACHACHA、作詞：郭德紫毅、作曲：Shimizu Yuta、編曲：Shimizu Yuta）
8. 臨兵闘者はみな前に配列している
（临兵斗者皆阵列在前、作詞：郭德紫毅、作曲：Shimizu Yuta、編曲：Shimizu Yuta）
9. 無声のタンゴ
（无声的探戈、作詞：易貝尓/郭德紫毅、作曲：高永騰、編曲：高永騰）
10. BOOM BOOM BOOM
（BOOM BOOM BOOM、作詞：郭德紫毅、作曲：Shimizu Yuta、編曲：Shimizu Yuta）
11. 皇室の紋章
（皇家纹章、作詞：郭德紫毅、作曲：清水裕太、編曲：清水裕太）
12. 夜行の黒猫
（夜行的黑猫、作詞：甘世佳、作曲：Shimizu Yuta、編曲：Shimizu Yuta）
13. black rain
（black rain、作詞：郭德紫毅、作曲：ASPJ、編曲：ASPJ）
14. 夜の終焉
（夜之终焉、作詞：郭德紫毅、作曲：清水裕太、編曲：清水裕太）

アンコール
1. 計画が崩壊する
（计划崩坏、作詞：郭德紫毅、作曲：ASPJ、編曲：ASPJ）
2. 未来を逆転する
（逆转未来、作詞：郭德紫毅、作曲：ASPJ、編曲：ASPJ）
3. Honor
（Honor、作詞：小7/甘世佳、作曲：清水裕太、編曲：清水裕太）

## SNH48 チームHII 7th Stage「頭號新聞」公演
公演期間
2018年5月18日 -
出演メンバー
姜杉·費沁源·徐晗·李星羽·楊惠婷·袁一琦·李藝彤·王溪源·熊沁嫻·萬麗娜·沈夢瑤·林楠·許楊玉琢·張昕·蔣舒婷·王奕·サポートメンバー

ユニット曲担当
- Super Logic（許楊玉琢、張昕、蔣舒婷、王奕）
- CHACHACHA（萬麗娜、沈夢瑤、林楠）
- 臨兵闘者はみな前に配列している（李藝彤、王溪源、熊沁嫻）
- 無声のタンゴ（楊惠婷、袁一琦）
- BOOM BOOM BOOM（費沁源、徐晗、李星羽）
- 皇室の紋章（姜杉）